# Independència de Kosovo

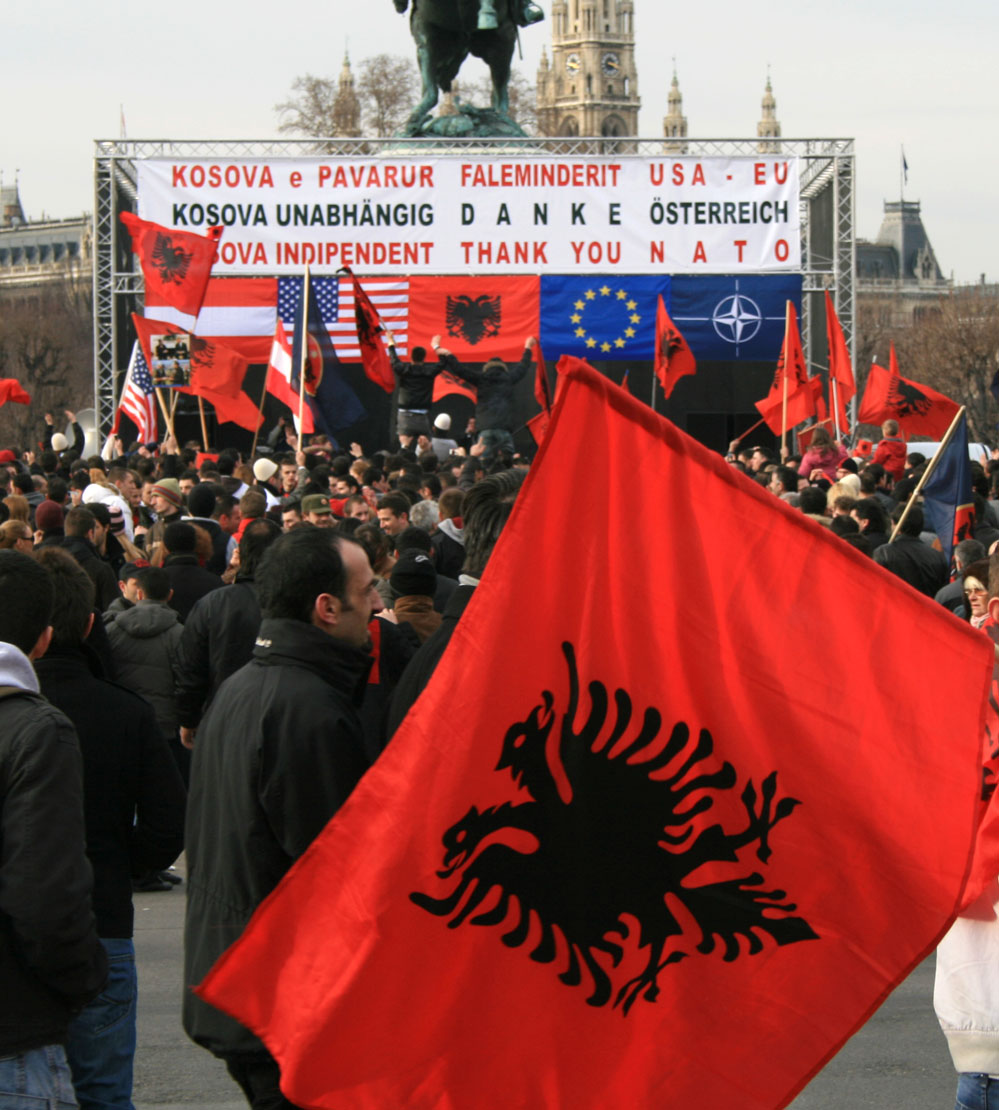
Kosovars a Viena (Àustria) celebrant la seva independència, amb la bandera d'Albània flanquejada per l'europea, la dels Estats Units d'Amèrica, la de l'OTAN i l'austríaca.

La independència del Kosovo es va declarar el 17 de febrer de 2008, quan el parlament del Kosovo va aprovar la declaració unilateral d'independència respecte de Sèrbia. Els 109 diputats del parlament van votar a favor de la secessió, ja que els diputats pro-serbis es van absentar de la sessió. El procés rebé el suport dels Estats Units i d'una majoria dels estats membres de la Unió Europea, que no ha adoptat una posició comuna. Al Consell de Seguretat de l'ONU, Rússia i Xina es mostren contràries al fet que la secessionista província sèrbia esdevingui l'estat número 193.
El juliol del 2010 el Tribunal Internacional de la Haia va dictar sentència establint que la declaració unilateral d'independència no vulnerava cap llei internacional. així com tampoc la Resolució 1244 del Consell de Seguretat de les Nacions Unides.
El dia 10 de setembre de 2012 el Grup Internacional de Supervisió de Kosovo (GIS) va donar oficialment per acabada la seva tasca al país. A la pràctica, el parlament de Pristina ho va celebrar com la consecució de la "plena sobirania".

## Sentència de la Cort Internacional de Justícia
El 22 de juliol del 2010 la Cort Internacional de Justícia no va trobar cap impediment per anul·lar la declaració d'independència del país. Dels catorze membres del tribunal, deu n'han confirmat la independència.
La cort de l'Haia ha confirmat la proclamació indicant "la il·legalitat lligada a les declaracions d'independència no derivava del seu caràcter unilateral, sinó del fet que estaven lligades a l'ús il·legal de la força o s'havien comès altres violacions de la llei internacional', resa la sentència. En la resolució, l'alt tribunal de les Nacions Unides deixa clar que 'no hi ha una prohibició contra la unilateralitat en si".

## Reconeixement internacional

Mapa del reconeixement internacional
de la independència de Kosovo
Kosovo
Estats que han reconegut la independència de Kosovo
Estats que no reconeixen la independència de Kosovo

Diversos estats han adoptat postures a favor i en contra de la declaració. Entre els que han reconegut Kosovo com a estat independent destaquen els Estats Units, Austràlia o el Japó, per esmentar-ne només alguns, mentre que a la Unió Europea hi ha divisió d'opinions: dels 28 estats membres, els únics que s'hi mostren contraris són Eslovàquia, Espanya, Grècia, Romania i Xipre. Fora de la UE, Rússia i Sèrbia, entre d'altres, s'han oposat per principi a la independència de Kosovo.
Han reconegut Kosovo 114 estats dels 193 que formen part de les Nacions Unides, així com Taiwan, l'Orde Sobirà i Militar de Malta, les illes Cook i Niue.

### Estats que han reconegut oficialment la independència de Kosovo
- Afganistan[6][7]
- Albània[8]
- Alemanya[9][10]
- Andorra[11][12]
- Antigua i Barbuda[11]
- Aràbia Saudita[13]
- Austràlia[14]
- Àustria[15]
- Bahrain[11]
- Bangladesh[11]
- Bèlgica[16]
- Belize[11]
- Benín[11]
- Brunei[11]
- Bulgària[17]
- Burkina Faso[11]
- Burundi[11]
- Canadà[18]
- Colòmbia[11]
- Comores[11]
- Corea del Sud[19]
- Costa d'Ivori[11]
- Costa Rica[20]
- Croàcia[21]
- Dinamarca[15]
- Djibouti[11]
- Dominica[11]
- Egipte[11]
- El Salvador[11]
- Emirats Àrabs Units[11]
- Eslovènia[22]
- Estats Units[9][23]
- Estònia[22]
- Fiji[11]
- Finlàndia[15]
- França[9]
- Gabon[11]
- Gàmbia[11]
- Ghana[11]
- Grenada[11]
- Guinea[11]
- Guinea Bissau[11]
- Guyana[11]
- Haití[11]
- Hondures[11]
- Hongria[22]
- Iemen[11]
- Illes Marshall[11]
- Illes Salomó[11]
- Irlanda[22]
- Islàndia[24]
- Israel[25]
- Itàlia[9]
- Japó[26]
- Jordània[11]
- Kiribati[11]
- Kuwait[11]
- Lesotho[11]
- Letònia[22]
- Libèria[11]
- Líbia[11]
- Liechtenstein[27]
- Lituània[28]
- Luxemburg[22]
- Macedònia del Nord[11]
- Malàisia[11]
- Malawi[11]
- Maldives[11]
- Malta[11]
- Mauritània[11]
- Micronèsia[11]
- Mònaco[29]
- Montenegro[11]
- Nauru[11]
- Níger[11]
- Nigèria[11]
- Noruega[30]
- Nova Zelanda[11]
- Països Baixos[31]
- Oman[11]
- Pakistan[11]
- Panamà[32]
- Papua Nova Guinea[11]
- Perú[33]
- Polònia[15]
- Portugal[34]
- Qatar[11]
- Regne Unit[9][35]
- República Centreafricana[11]
- República de Palau[11]
- República Dominicana[11]
- Txèquia[11]
- Saint Kitts i Nevis[11]
- Saint Lucia[11]
- Samoa[11]
- San Marino[11]
- Senegal[11]
- Singapur [11]
- Sierra Leone[11]
- Somàlia[11]
- Suècia[22]
- Suïssa[36]
- Surinam[11]
- Eswatini[11]
- Tailàndia[11]
- Taiwan[37]
- Tanzània[11]
- Timor Oriental[11]
- Togo[11]
- Tonga[11]
- Turquia[38]
- Tuvalu[11]
- Txad[11]
- Vanuatu[11]

### Alguns dels estats que han anunciat que no reconeixeran la independència de Kosovo o que de moment no tenen una posició oficial
- Argentina[39]
- Azerbaidjan[40]
- Belarús
- Bòsnia i Hercegovina[41]
- Eslovàquia[42][35]
- Espanya
- Geòrgia[42]
- Indonèsia[43]
- Kazakhstan[42]
- Moldàvia
- Romania[42][35]
- Rússia[35]
- Sèrbia[42][35]
- Sri Lanka[44]
- Vietnam[45]
- R.P. de la Xina[46]
- Xipre[35]

#### Reaccions a l'Estat Espanyol
Espanya va ser un dels primers països a posicionar-se en contra de la independència de Kosovo. El ministre d'afers exteriors Miguel Ángel Moratinos va anunciar que Espanya no reconeixeria la declaració del parlament kosovar per tractar-se d'un acte unilateral. Malgrat aquest fet, els governs autonòmics de Catalunya Euskadi i Galícia s'hi varen pronunciar ràpidament a favor.